# Berlinicke
Berlinicke ist ein deutscher Familienname.

## Varianten
- Berlinecke

## Namensträger
- Johann Gottlieb Berlinicke (1805–1880), deutscher Bauerngutsbesitzer und Gemeindevorsteher
- Gottlieb Berlinicke (1835–1898), Namensgeber für die Berlinickestraße in Berlin-Steglitz
- Hartmut R. Berlinicke (1942–2018), deutscher bildender Künstler und Pädagoge